# Finnlandschwedischer Modernismus
Der Finnlandschwedische Modernismus war eine Epoche finnlandschwedischer Literatur, die als erste modernistische Literatur innerhalb Skandinaviens gilt, und wird nach dem Titel eines Essays von Hagar Olsson auch als Ny Generation bezeichnet.
Edith Södergran, die in Sankt Petersburg eine deutsche Schule besucht hatte, brachte die in Mitteleuropa bereits verbreiteten modernen Literaturströmungen nach Finnland und gilt daher als die Begründerin des finnlandschwedischen Modernismus. Als Beginn des finnlandschwedischen Modernismus gilt die Veröffentlichung ihres ersten Gedichtbandes Dikter (Gedichte) 1916. Lange Zeit erfuhr die modernistische Literatur jedoch keine große Rezeption. Erst in den 1940er Jahren, als auch in den übrigen nordeuropäischen Ländern ähnliche Strömungen entstanden, kam der finnlandschwedische Modernismus über den Status einer Untergrundbewegung hinaus.
Bedeutende Vertreter neben Södergran und Olsson waren Gunnar Björling mit seiner dadaistisch-minimalistischen Lyrik, Rabbe Enckell, der bis in die 1970er Jahre aktiv war, Henry Parland mit seinen Dinggedichten, Sally Salminen und der Expressionist und spätere Pantheist Elmer Diktonius. Letzterer war auch Mitherausgeber der beiden bedeutenden literarischen Zeitschriften des finnlandschwedischen Modernismus, Ultra und Quosego.

## Anthologie
- Finnlandschwedische Literatur der Avantgarde. Edith Södergran, Henry Parland, Elmer Diktonius, Gunnar Björling, Rabbe Enckell. 5 Bände in Kassette, 2014. ISBN 978-3-930754-90-8.